# Umeå FC
Umeå FC (UFC) är en fotbollsklubb i Umeå, bildad den 20 november 1987 genom en sammanslagning av fotbollssektionerna i klubbarna Tegs SK och Sandåkerns SK. UFC spelar för närvarande i Superettan 2025 och har Umeå Energi Arena som hemmaarena. Umeå Energi Arena har en kapacitet på 6000 åskådare. På matchen mellan Umeå FC och GIF Sundsvall i år var det 3227 åskådare på plats.

## Historia
Klubben debuterade i seriespel säsongen 1988 i Division II (dåtidens tredjedivision), och sedermera efter en femårig sejour i andradivisionen spelade Umeå FC sin hittills enda säsong i Allsvenskan 1996 och åkte ur efter kvalspel mot Ljungskile SK. De mest kända spelarna som spelat för Umeå är Jesper Blomqvist och Mikael Lustig. Meste målskytt genom tiderna är Steve Galloway, som kom till klubben från Djurgårdens IF 1990.

### Kval till allsvenskan
1998 tog Umeå nya tag för att om möjligt nå tillbaka till Allsvenskan. Laget nådde en andraplats och därmed fick kvala till allsvenskan. Umeå fick 49 poäng mot seriesegraren Djurgårdens 54 poäng. I kvalet förlorade Umeå med 2–3 mot Örgryte IS hemma och 0–3 borta och således blev det inget avancemang.

### I nya superettan
2000 var premiäråret för den nya superettan, landets enda division 1-serie med 16 deltagande lag. Umeå FC var ett av lagen, för övrigt det enda laget från Norrland. Umeås geografiskt "närmaste" motståndare fanns i Borlänge (Brage), Västerås och Stockholm.

### Avancemang till Superettan
Efter kvalförlusten 2004 mot Degerfors IF var det dags för Umeå FC att ta ny sats i Division 2 Norrland. Målsättningen var klar, ny serieseger och ny chans att kvala framgångsrikt upp till Superettan 2006. UFC hade också ett favoritskap att bära under 2005 års seriespel. Inte minst media haussade laget efter den fina insatsen året innan.
Trots en stundtals litet knackig insats i serien kunde en kvalplats till slut bärgas. I kvalet väntade Enköpings SK, och första matchen slutade 0–0. I den andra matchen stod det också 0–0, fram tills fem minuter innan slutet, då Umeå tryckte in 1–0. Av bara farten gjordes även 2–0 och Norrlands största stad hade åter ett lag i fotbollseliten.
Inför den sista och avgörande matchen i Division 1 2011 ledde Umeå serien på 48 poäng, en poäng före tvåan FC Väsby United. Motståndet i matchen stod Akropolis IF för, som precis hade säkrat fortsatt spel i serien. Inför 6 035 åskådare på T3 Arena vann Umeå matchen med 2–1, säkrade serievinsten och man blev därmed uppflyttade till Superettan 2012.

### Tillbaka i Superettan
I återkomsten till landets nästa högsta serie fick Umeå FC en bra start, premiären slutade 1–1 borta mot Falkenbergs FF. I nästföljande hemmamatch drog man storpublik till Gammliavallen, 7 045 personer kom för att se UFC möta Hammarby, inräknat de ca 500 hammarbyfans som rest 65 mil från huvudstaden. UFC tog ledningen genom Danny Persson men tappade den sedan. Efterföljande match vann UFC med 2–1 borta mot Degerfors. Trots den fina starten med 4 poäng på de tre första omgångarna präglades dock vårsäsongen av en lång rad förluster. När serien gjorde uppehåll i låg UFC näst sist, med 10 poäng på 15 matcher. Vårens sista hemmamatch vanns dock med 3–1 mot Landskrona, UFC:s första seger på elva matcher och årets första hemmaseger. Under hösten fortsatte kräftgången och de lyckades aldrig ta sig ovanför nedflyttningsstrecket. Hoppet om kvalspel levde efter 5–1 hemma mot Trelleborgs FF och 0–0 borta mot Brage. Men degraderingen blev ett faktum efter 0–5 borta mot IFK Värnamo. Facit blev bara sex vunna matcher och jumboplats. 

### Div 1 norra igen
Inför 2013 genomgick Umeå FC stora förändringar på både ledarsidan, kanslisidan och på spelarsidan, detta efter att klubben lämnat Superettan för att åter spela i div 1 norra. Stora delar av truppen försvann och nya tränaren Johan Sandahl fick bygga nytt lag. Klubben slutade till sista 6:a efter en tung inledning men en fin upphämtning under hösten. 2013 var ett år tyngt av skador, men året blev lyckat i det avseendet att klubben gav många unga spelare chansen att spela i representationslaget. TIll 2014 har klubben lyckats behålla stora delar av den trupp som byggdes under 2013.
Efter sju raka säsonger i division 1 blev Umeå FC i slutet av säsongen 2019 uppflyttade till Superettan efter att ha besegrat IK Frej i kvalet. Efter flera år i division 1 Norra vann UFC serien hösten 2024 och får återigen spela i Superettan.

## Spelare

### Spelartruppen
| Nummer      | Land      | Spelare                   | Födelsedatum     | Kom från         | Moderklubb           |           |
| Målvakter   | Målvakter | Målvakter                 | Målvakter        | Målvakter        | Målvakter            | Målvakter |
| ----------- | --------- | ------------------------- | ---------------- | ---------------- | -------------------- | --------- |
| 1           | Sverige   | Pontus Eriksson           | 15 augusti 2002  | Umeå FC U        | Ersmarks IK          |           |
| 13          | Sverige   | Alex Hellgren Villegas    | 23 juli 2002     | IFK Eskilstuna   | Djurgårdens IF       |           |
| 31          | Sverige   | Melker Uppenberg (L)      | 22 mars 2002     | IF Elfsborg      | Själevads IK         |           |
| Försvarare  |           |                           |                  |                  |                      |           |
| 3           | Sverige   | Rasmus Andersson          | 24 december 2003 | Umeå FC U        | Ersboda SK           |           |
| 4           | Sverige   | Ludvig Öhman Silwerfeldt  | 9 oktober 1991   | Vasalunds IF     | Sandåkerns SK        |           |
| 5           | Sverige   | Jakob Hedenquist          | 2 april 2001     | Östersunds FK    | Partille IF          |           |
| 15          | Sverige   | Tobias Westin             | 2 september 2001 | Umeå FC U        | Tegs SK              |           |
| 17          | Sverige   | Alfredo Martiatu Nordeman | 27 juni 2001     | Karlbergs BK     | Bagarmossens BK      |           |
| 19          | Sverige   | Tim Olsson                | 5 juni 2004      | IK Sirius        | Bälinge IF           |           |
| 20          | Sverige   | Neo Lindén                | 10 mars 2006     | AIK              | AIK                  |           |
| 23          | Sverige   | Leo Frigell Jansson (L)   | 24 juni 2003     | Varbergs BoIS    | Helsingborgs IF      |           |
| 28          | Sverige   | Daniel Persson            | 27 oktober 2000  | Karlbergs BK     | Boo FF               |           |
| Mittfältare |           |                           |                  |                  |                      |           |
| 2           | Sverige   | Hugo Bergström            | 21 oktober 2001  | Umeå FC U        | Ersmarks IK          |           |
| 6           | Sverige   | Stefan Lindmark           | 4 november 1994  | Egersund         | Leksands IF          |           |
| 7           | Sverige   | Lukas Vikgren             | 19 augusti 2004  | Sandvikens IF    | Sandvikens AIK       |           |
| 8           | Sverige   | Joel Hedström             | 22 mars 2004     | IFK Eskilstuna   | IFK Eskilstuna       |           |
| 11          | Sverige   | Emil Tot Wikström (L)     | 10 oktober 1999  | IK Brage         | IF Leikin            |           |
| 12          | Ghana     | Emmanuel Yeboah           | 25 oktober 1997  | Ariana FC        | Miracle              |           |
| 16          | Sverige   | Djoseph Bangala           | 30 januari 2005  | Parma FC         | AIK                  |           |
| 24          | Sverige   | Linus Panboon             | 6 juni 1995      | Team TG FF       | Rönnskär Railcare IF |           |
| 25          | Sverige   | Teo Grönborg (L)          | 22 april 2002    | Degerfors IF     | Hammarby IF          |           |
| 26          | Sverige   | David Ekman               | 30 april 2002    | Umeå FC U        | Tegs SK              |           |
| 27          | Sverige   | Felix Rhodin              | 28 maj 2005      | Umeå FC U        | Gimonäs IF           |           |
| 32          | Norge     | Jörgen Voilås             | 22 juli 1998     | Egersunds IK     | SK Vard Haugesund    |           |
| –           | Ghana     | Yiriyon Gideon            | 7 juni 2007      | Inter Allies FC  | Ghana                |           |
| Anfallare   |           |                           |                  |                  |                      |           |
| 9           | Norge     | Mikael Harbosen Haga      | 26 juni 2000     | FBK Karlstad     | Eidskog              |           |
| 10          | Norge     | Eythor Bjørgolfsson       | 16 augusti 1999  | Moss FK          | Ullensaker/Kisa IL   |           |
| 14          | Sverige   | Elias Cederblad           | 28 oktober 2003  | Friska Viljor FC | Själevads IK         |           |
| 18          | Sverige   | Rinwar Othman             | 6 januari 2003   | Sollentuna FK    | Dalkurd FF           |           |
| 73          | Sverige   | Sam Forsman               | 23 augusti 2007  | Umeå FC U        | Sunnanå SK           |           |

### Utlånade spelare
| Nr | Land      | Pos | Namn                                                          |
| -- | --------- | --- | ------------------------------------------------------------- |
| 23 | Sverige   | MF  | Isak Johansson (i Skellefteå FF till 30 november 2025)        |
| 33 | Frankrike | F   | Jerry Essombé Mambingo (i Assyriska FF till 31 december 2025) |
| 43 | Sverige   | F   | Hannes Mattsson (i Skellefteå FF till 30 november 2025)       |

| Nr | Land    | Pos | Namn                                              |
| -- | ------- | --- | ------------------------------------------------- |
| 30 | Sverige | MV  | Linus Remahl (i Täfteå IK till 30 november 2025)  |
| 22 | Sverige | MF  | Tintin Lindgren (i Team TG till 31 december 2025) |

### Kända spelare genom tiderna
- Steve Galloway (1990–2000)

- Jesper Blomqvist (1992–1993)

- André Jeglertz (1993–1996, 2002)

- Mikael Dahlberg (2002–2004)
- Mikael Lustig (2003–2005)
- Anton Eriksson (fotbollsspelare) (2016-2019)

## Tränarstab
| Namn              | Roll                                  |
| ----------------- | ------------------------------------- |
| Anders Bååth      | Tränare                               |
| Samuel Nordstrand | Assisterande tränare/övergångstränare |
| David Nordström   | Målvaktstränare                       |
| Markus Lönninge   | Fysioterapeut                         |
| Vincent Bonn      | Fystränare                            |
| André Öhman       | Materialförvaltare                    |
| Adam Jeglertz     | Materialförvaltare                    |